# احتجاجات جامعة تكساس في أوستن المؤيدة للفلسطينيين
بدأت الاحتجاجات المؤيدة للفلسطينيين في جامعة تكساس في أوستن في 24 أبريل 2024، بتنظيم من لجنة التضامن الفلسطينية ردًا على حرب غزة المستمرة. وتضمنت الاحتجاجات اعتصامات ومسيرات وإقامة مخيمات في الحرم الجامعي، مطالبة الجامعة بسحب استثماراتها من الشركات المرتبطة بإجراءات إسرائيل في غزة. وتصاعدت حدة المظاهرات عندما تدخل مسؤولون جامعيون، بدعم من وكالات إنفاذ القانون المحلية والولائية، لتفريق المتظاهرين، مما أدى إلى اعتقال العديد منهم وإثارة الانتقادات بشأن قمع حرية التعبير في الحرم الجامعي. وعلى الرغم من الاعتقالات والاشتباكات مع الشرطة، استمرت الاحتجاجات، مما جذب قدرًا كبيرًا من الاهتمام وأثار نقاشات حول الحريات المدنية ودور إدارة الجامعة في إدارة الاحتجاجات في الحرم الجامعي.

## خلفية الحدث
تصاعدت الاحتجاجات المؤيدة للفلسطينيين في الجامعات من أبريل 2024 حتى الصيف، وامتدت إلى الولايات المتحدة ودول أخرى، كجزء من احتجاجات أوسع نطاقًا على حرب غزة. بدأ التصعيد، الذي أطلق عليه النشطاء اسم "انتفاضة الطلاب"، في 18 أبريل بعد اعتقالات جماعية في حرم جامعة كولومبيا، بقيادة جماعات مناهضة للصهيونية، حيث طالب المتظاهرون بسحب استثمارات الجامعة من إسرائيل بسبب الإبادة الجماعية في غزة. اعتُقل أكثر من 3100 متظاهر في الولايات المتحدة، بمن فيهم أعضاء هيئة التدريس والأساتذة، في أكثر من 60 حرمًا جامعيًا. انتشرت الاحتجاجات في جميع أنحاء أوروبا في مايو، مع اعتقالات جماعية في هولندا، وإقامة 20 مخيمًا في المملكة المتحدة، وفي جامعات في أستراليا وكندا.

## الاحتجاجات والخلافات المبكرة (أكتوبر 2023 - أبريل 2024)
بدأ الجدل المتعلق بالحركة المؤيدة لفلسطين في جامعة تكساس في أوستن فورًا تقريبًا بعد السابع من اكتوبر 2023. سارعت الجامعة إلى زيادة الأمن حول المنظمات اليهودية في حي الحرم الغربي، حيث تعرضت جدارية بالقرب من تكساس هيليل للتخريب بالكتابة على الجدران، مما أثار المخاوف من النشاط المعادي للسامية. وتعرضت الهليل لمزيد من التخريب من خلال كتابات على الجدران تقول "فلسطين حرة" في شهر مارس.
في 12 أكتوبر/تشرين الأول، حاول ثلاثة رجال تعطيل فعالية تعليمية في قاعة ويلش نظمتها فرع الجامعة للجنة التضامن مع فلسطين (PSC)، بعد أن أرسلوا في وقت سابق رسالة تهديد إلى صفحة المنظمة على موقع إنستغرام . هاجم الرجال الثلاثة المنظمين لفظيًا ووصفوهم بـ"الإرهابيين"، حيث ادعى أحدهم أنه "سيقتل العرب" في إسرائيل في الأسبوع التالي، ومنعهم أحد منظمي PSC من دخول قاعة المحاضرات حيث كان الحدث يقام. غادر الرجال، الذين ادعى أحدهم أنه عضو في قوات الاحتلال الإسرائيلية ، المكان بعد حوالي ثلاث دقائق. تم إطلاق تحقيق من قبل إدارة شرطة جامعة تكساس في أوستن، لكنها لم تجد أي جريمة جنائية قد وقعت. وفي اليوم التالي، أصدر رئيس الجامعة جاي هارتزيل بيانًا يندد بـ"العنف" و"التخريب"، لكنه لم يذكر الحادث الذي وقع في قاعة ويلش ولا الصراع الإسرائيلي الفلسطيني بالاسم. وقد تعرض خطاب هارتزيل لانتقادات من الطلاب العرب والمسلمين بسبب تجاهله لمخاوفهم و"تهميشه" للطلاب الفلسطينيين. أصدر هارتزيل بيانًا ثانيًا في 17 أكتوبر أدان فيه بشكل أكثر صراحةً معاداة السامية والعنصرية ضد العرب وانتقد حماس.
نظمت حملة التضامن مع الشعب الفلسطيني إضرابا في التاسع من نوفمبر/تشرين الثاني شارك فيه أكثر من ألف شخص للمطالبة بسحب الاستثمارات من شركات تصنيع الأسلحة وإصدار بيان بشأن غزة، أعقبه "استيلاء" تعليمي على سبيدواي، وهو ممشى في الحرم الجامعي، في الخامس عشر من نوفمبر/تشرين الثاني. كانت عملية الاستيلاء، التي شاركت في تنظيمها رابطة الطلاب المسلمين، تتألف في معظمها من توزيع منشورات عن فلسطين. انتقدت منظمة تكساس هيليل الانسحاب بسبب تزامنه مع ذكرى ليلة البلور، ونصحت الأعضاء بتجنب الحدث.
قد نشأ المزيد من الجدل في وقت لاحق من الشهر مع إقالة اثنين من المساعدين التدريسيين، كالي كينيدي وبارهام داغيغي، اللذين قاما بناء على طلب أحد الطلاب بصياغة رسالة مع الأستاذة لورين جولباس توصي بخدمات الصحة العقلية فيما يتعلق بالصراع وتنتقد صمت الجامعة بشأن الأزمة الإنسانية في غزة. وبعد فترة وجيزة، تلقى كينيدي وباغيغا خطابًا من العميد ألين كول يطردهما كمساعدين للتدريس، مشيرًا إلى رسالتهما "غير الموجهة" و"غير اللائقة". وأدى فصلهم إلى المزيد من الاحتجاجات. في الثامن من ديسمبر، دخل الطلاب إلى مكتب كول لقراءة قائمة المطالب وتسليمها باليد. كول، الذي كان يقوم بترتيبات جنازة والده عبر الهاتف في ذلك الوقت، لم يستجب وغادر الغرفة. تم فرض عقوبات على أربعة من الطلاب وتهديدهم بالطرد لمدة فصلين دراسيين، مشيرين إلى دخولهم إلى مبنى مغلق ورفضهم السماح لكول بالمغادرة. واتهم محامي الطلاب الجامعة بمعاقبة الاحتجاج السلمي بسبب طبيعته المؤيدة للفلسطينيين. وعلى العكس من ذلك، وصف مسؤولو الجامعة الاحتجاج بأنه "تعدي محتمل" و"اضطراب". وانضم 111 من أعضاء هيئة التدريس إلى الدعوة إلى إعادة كينيدي وداغيغي إلى منصبيهما في رسالة مفتوحة إلى هارتزيل.
في أوائل عام 2024، أدى هجومان منفصلان في الحرم الجامعي الغربي إلى تصعيد مطالب النشطاء بأن تستجيب جامعة تكساس للعداء للفلسطينيين في الحرم الجامعي وتتخلص من شركات تصنيع الأسلحة. في الساعة السابعة مساء يوم 3 فبراير 2024، كان زكريا دوار، وهو رجل فلسطيني من دالاس ، يقود سيارته عبر الحرم الجامعي الغربي مع صديقين فلسطينيين آخرين، عائدين من احتجاج في مبنى الكابيتول بولاية تكساس. كان الرجال الثلاثة يرتدون كوفية مكتوب عليها "فلسطين حرة" على عمود علم مثبت على شاحنتهم. عند تقاطع شارعي نيوسيس و26، اعتدى راكب الدراجة بيرت جيمس بيكر على الرجال لفظيًا وحاول إزالة عمود العلم. خرج الرجال من الشاحنة لمواجهة بيكر، الذي لكم دوور في الكتفين. في المشاجرة التي تلت ذلك، قام الرجال بضرب بيكر على الأرض بشكل متكرر، حتى نهض بيكر بسكين في يده وطعن دوار، الذي صارع بيكر وأسقطه وأخذ سكينه. عند إلقاء القبض عليه، أرجع بيكر الهجوم إلى إدمانه للكحول. وقد أدان مجلس العلاقات الأمريكية الإسلامية عملية الطعن ووصفها بأنها جريمة كراهية، وأوصى قسم شرطة أوستن بمقاضاة مرتكبيها على هذا الأساس. وقد رفضت هيئة المحلفين الكبرى التوصية. على الرغم من أن إدارة شرطة أوكلاهوما أعلنت عن زيادة دوريات الحرم الغربي، فقد وقعت جريمة كراهية ثانية في 5 أبريل، عندما تعرض طالب يرتدي زيًا إسلاميًا لاعتداء لفظي وجسدي من قبل ثلاثة رجال بالقرب من مركز دوبي. ردًا على ذلك، أصدرت ست منظمات ناشطة بيانًا تدعو فيه جامعة تينيسي إلى اتخاذ إجراء.
ردًا على المخاوف بشأن معاداة السامية والنشاط المتزايد، أصدر حاكم ولاية تكساس جريج أبوت أمرًا تنفيذيًا في أواخر مارس/آذار والذي قام بتحديث حماية حرية التعبير في الحرم الجامعي لتشمل تعريفًا أوسع لمعاداة السامية التي دعا إليها التحالف الدولي لإحياء ذكرى الهولوكوست.

## التصعيد (24-29 أبريل)

#### الاحتجاج الأول (24 أبريل)
في 24 أبريل 2024، بدأت مجموعة طلاب لجنة التضامن مع فلسطين في جامعة تكساس في أوستن إضرابًا واعتصامًا في المركز التجاري الجنوبي للحرم الجامعي احتجاجًا على حرب إسرائيل وحماس والمطالبة بسحب استثمارات الجامعة من الشركات التي تستفيد من تصرفات إسرائيل.
ردًا على الاحتجاج و"احتلال" الجامعة، طلبت الجامعة، بتوجيه صريح من الرئيس هارتزيل، المساعدة من إدارة شرطة أوستن وإدارة السلامة العامة في تكساس، بالتنسيق مع حاكم تكساس جريج أبوت ، لقمع المظاهرات.
تم نشر ما لا يقل عن 50 جنديًا يرتدون ملابس مكافحة الشغب لتفريق المتظاهرين، مع تقارير عن قيام رجال الشرطة على ظهور الخيل وحمل الهراوات بالتعامل بشكل عدواني مع المتظاهرين. أدى هذا الإجراء إلى اعتقال 57 متظاهرًا واحتجاز عدد آخر، بما في ذلك مصور صحفي ورد أنه تم القبض عليه في مشاجرة بين مسؤولي إنفاذ القانون والطلاب في قناة فوكس 7 أوستن. أعادت قناة Fox 7 Austin نشر اللقطات الفيروسية على تويتر، مشيرة إلى أن أحد الضباط دفع موظفها إلى آخر قبل أن يتم إلقاؤه على الأرض واعتقاله . وتعرض صحفي آخر من تكساس لضربة قوية وشوهد وهو ينزف قبل أن يتم تسليمه إلى طاقم الطوارئ الطبي من قبل الشرطة. وانتهى الأمر بالضباط إلى المغادرة بعد بضع ساعات وعاد حوالي 300 متظاهر للجلوس والهتاف بالقرب من برج الساعة.
في أعقاب الاعتقالات، صرّح أحد محامي مقاطعة ترافيس قائلاً: "ليس من دور نظام العدالة الجنائية... مساعدة حاكمنا في جهوده لقمع المظاهرات السلمية وغير العنيفة". أُسقطت التهم عن 46 متظاهرًا في اليوم التالي، مما أدى إلى إطلاق سراحهم لاحقًا. تم إسقاط التهم الموجهة إلى المتظاهرين الـ 11 المتبقين في 26 أبريل 2024.
قد أثار نشر قوات الشرطة والاعتقالات انتقادات ومخاوف بشأن حرية التعبير في الحرم الجامعي، والتي أشاد بها أبوت والجامعة في السنوات السابقة. صرح حاكم ولاية تكساس جريج أبوت بأن المتظاهرين في جامعة تكساس في أوستن "ينتمون إلى السجن"، مما دفع مجلس العلاقات الأمريكية الإسلامية إلى الرد، "ينطبق التعديل الأول على ولاية تكساس، سواء أحب جريج أبوت ذلك أم لا".

#### العواقب المباشرة والمظاهرات اللاحقة (25-28 أبريل)
في 25 أبريل 2024، احتج أكثر من 1000 طالب وعضو هيئة تدريس وموظف خارج المبنى الرئيسي مطالبين باستقالة الرئيس هارتزيل، إلى جانب قيام الفرع المحلي للجمعية الأمريكية لأساتذة الجامعات بتوزيع عريضة لتقديم اقتراح رسمي بسحب الثقة منه. في غضون 72 ساعة، قام أكثر من 500 أستاذ ومدرس، أي ما يقرب من 13% من إجمالي أعضاء هيئة التدريس، بالتوقيع على العريضة بالفعل، بما في ذلك العديد من رؤساء الأقسام، مثل ديانا ماركوليسكو، وعميد كلية الآداب. في 29 أبريل 2024، الساعة 8:30 في الساعة 11:00 صباحًا بالتوقيت الصيفي المركزي ، تم تسليم الرسالة رسميًا إلى الرئيس هارتزيل، مع 539 توقيعًا، مع بقاء النموذج مفتوحًا لمزيد من التوقيعات. كما وقعت مجموعة منفصلة مكونة من 165 عضوًا من هيئة التدريس، بما في ذلك ستيف فلاديك، على رسالة مفتوحة تدين تصرفات الرئيس هارتزيل لقمع حرية التعبير وتعريض مجتمع الحرم الجامعي للخطر.

#### الاحتجاج الثاني (29 أبريل)
في 29 أبريل 2024، وقعت احتجاجية مفاجئة حيث نصب المتظاهرون خيامًا في الحرم الجامعي ورفضوا المغادرة عندما واجهتهم إدارة شرطة جامعة تكساس. وبعد ذلك، وصل ضباط من إدارة شرطة ألباكركي وقسم السلامة العامة في تكساس إلى مكان الحادث وحاصروا المخيم، مما أدى إلى تفكيكه واعتقال العديد من المتظاهرين. ثم تحرك عدد من المتظاهرين لمواجهة الشرطة لمنع رحيلهم، مما أدى إلى استخدام رذاذ الفلفل والقنابل الصوتية من قبل قوات إنفاذ القانون. بالإضافة إلى ذلك، اضطر العديد من المتظاهرين إلى تلقي الرعاية الطبية بسبب الحرارة الشديدة. في المجمل، تم اعتقال 79 متظاهرًا، مع توجيه 78 تهمة جنائية إليهم، وتهمة واحدة "عرقلة الطريق السريع"، وتهمة واحدة "التدخل في الواجبات العامة". وقد أثار هذا التصعيد المزيد من الإدانة، وخاصة بسبب استخدام تكتيكات تفريق أعمال الشغب. كما ذكرت المدعية العامة لمقاطعة ترافيس ديليا جارزا أن الطريقة التي تعاملت بها الجامعة مع الاحتجاجات فرضت ضغطًا على نظام العدالة الجنائية المحلي، ووبخت على وجه التحديد إرسال المتظاهرين إلى السجن بتهم بسيطة.

#### دعوى قضائية
رفع طالب بجامعة تكساس في أوستن، عامر قدومي، دعوى قضائية فيدرالية ضد الجامعة ورئيسها جاي هارتزيل وعميدة الجامعة شارون وود، زاعماً انتهاك حقوقه المنصوص عليها في التعديل الأول للدستور بعد اعتقاله خلال احتجاج ضد تصرفات إسرائيل في غزة. ويقول قدومي، وهو طالب في السنة الأخيرة بجامعة تكساس في أوستن، إن الجامعة ردت بتهديده بالإيقاف عن الدراسة وتقييد خطابه قبل المظاهرة. دافعت الجامعة عن تصرفاتها، مستشهدة بانتهاكات القواعد من قبل المتظاهرين، في حين يزعم محامي القدومي أن الاعتقالات والإجراءات التأديبية اللاحقة، بما في ذلك تهديد القدومي بإيقافه عن الدراسة لمدة ثلاثة فصول دراسية، كانت غير عادلة وقمعت حرية التعبير.